# Franjo Salis-Seewis
Franjo Salis Seewis, rođen kao Franz Emil Dietegen von Salis (Karlovac, 15. siječnja 1872. - Zagreb, 27. listopada 1967.) bio je hrvatski katolički svećenik i pomoćni biskup zagrebački. Tijekom svog dugog života obnašao je nekoliko važnijih crkvenih dužnosti u Zagrebačkoj nadbiskupiji. Bio je upravitelj Zagrebačke nadbiskupije tijekom zatočeništva nadbiskupa Alojzija Stepinca.

## Podrijetlo
Rođen je kao najmlađi sin k.k. satnika Gaudencija grofa Salis-Seewisa i njegove žene Wilhelmine (Vranyczany von Dobrinović). Otac mu je umro 1873. u 41. godini. Imao je tri brata i tri sestre. Njegov brat je Ivan Salis Seewis, general austrougarske vojske. Njegovi preci s očeve strane bili su pripadnici Švicarske garde i švicarski plemići. Njegova majka potječe iz stare hrvatske plemićke obitelji.

## Crkvena služba
Školovao se na Sveučilištu u Innsbrucku i na Papinskom sveučilištu Gregoriana. Za svećenika Zagrebačke nadbiskupije zaređen je 1. kolovoza 1897. godine, u dobi od 25 godina. Nakon gotovo tri desetljeća svećeničke službe, 23. travnja 1926. imenovan je pomoćnim biskupom zagrebačkim i naslovnim biskupom Korika (Corycus). Biskupsko ređenje primio je 4. srpnja 1926. godine. Glavni zareditelj bio je zagrebački nadbiskup Antun Bauer, uz suzareditelje biskupa Antona Akšamovića i biskupa Dominika Premuša.

## Uloga tijekom Stepinčeva zatočeništva
Posebno značajno razdoblje njegove službe bilo je od 1946. do 1954. godine, kada je obnašao dužnost upravitelja Zagrebačke nadbiskupije tijekom zatočeništva nadbiskupa Alojzija Stepinca. U tom razdoblju vodio je nadbiskupiju u izazovnim poslijeratnim okolnostima, kada je Katolička Crkva bila izložena značajnim pritiscima komunističkog režima. Njegov tajnik bio je svećenik Stjepan Kranjčić, koji je umro na glasu svetosti.
Franjo Šeper proglašen je nadbiskupom koadjutorom 1954. godine pa je od onda on bio upravitelj Zagrebačke nadbiskupije, a Franjo Salis-Seewis nastavio je biti pomoćni biskup zagrebački.
Umro je 27. listopada 1967. godine, u dobi od 95 godina, kao jedan od najdugovječnijih hrvatskih biskupa.